# Claire Léost
Claire Léost, née le 28 août 1976, est une écrivaine et éditrice française. Elle est l’auteure de plusieurs romans et essais, et est présidente de Prisma Media.

## Biographie
Claire Léost est diplômée de l'Institut d'études politiques de Paris et de HEC.
Elle est l'auteure de l'essai Le Rêve brisé des working girls, comment éviter les pièges (2013), qui s’attache au parcours de plusieurs femmes d’affaires ayant suivi des formations en écoles de commerce.
Elle est également l’auteure de trois romans, Le Monde à nos pieds (2019),,, Passage de l'Été (2021), qui obtient le prix Bretagne en 2021,, et De nulle part les oiseaux surgissent (2023), un roman « inspiré de l’assassinat sauvage de Vanesa Campos », traitant les violences subies par les travailleuses du sexe,,.

### Carrière
Elle commence sa carrière chez McKinsey, comme consultante de 2000 à 2003.
En 2003, elle rejoint le groupe Lagardère Active. Elle y occupe les postes d'éditrice puis de directrice générale. Elle est présidente de CMI France de février 2019 à septembre 2021, date à laquelle elle prend la présidence du groupe Prisma Media,,.